# Johann Friedrich Gottlieb Goldhagen
Johann Friedrich Gottlieb Goldhagen (* 21. Mai 1742 in Nordhausen; † 10. Januar 1788 in Halle (Saale)) war ein deutscher Mediziner. Goldhagen war Professor der Medizin und der Naturgeschichte an der Universität Halle.   

## Leben

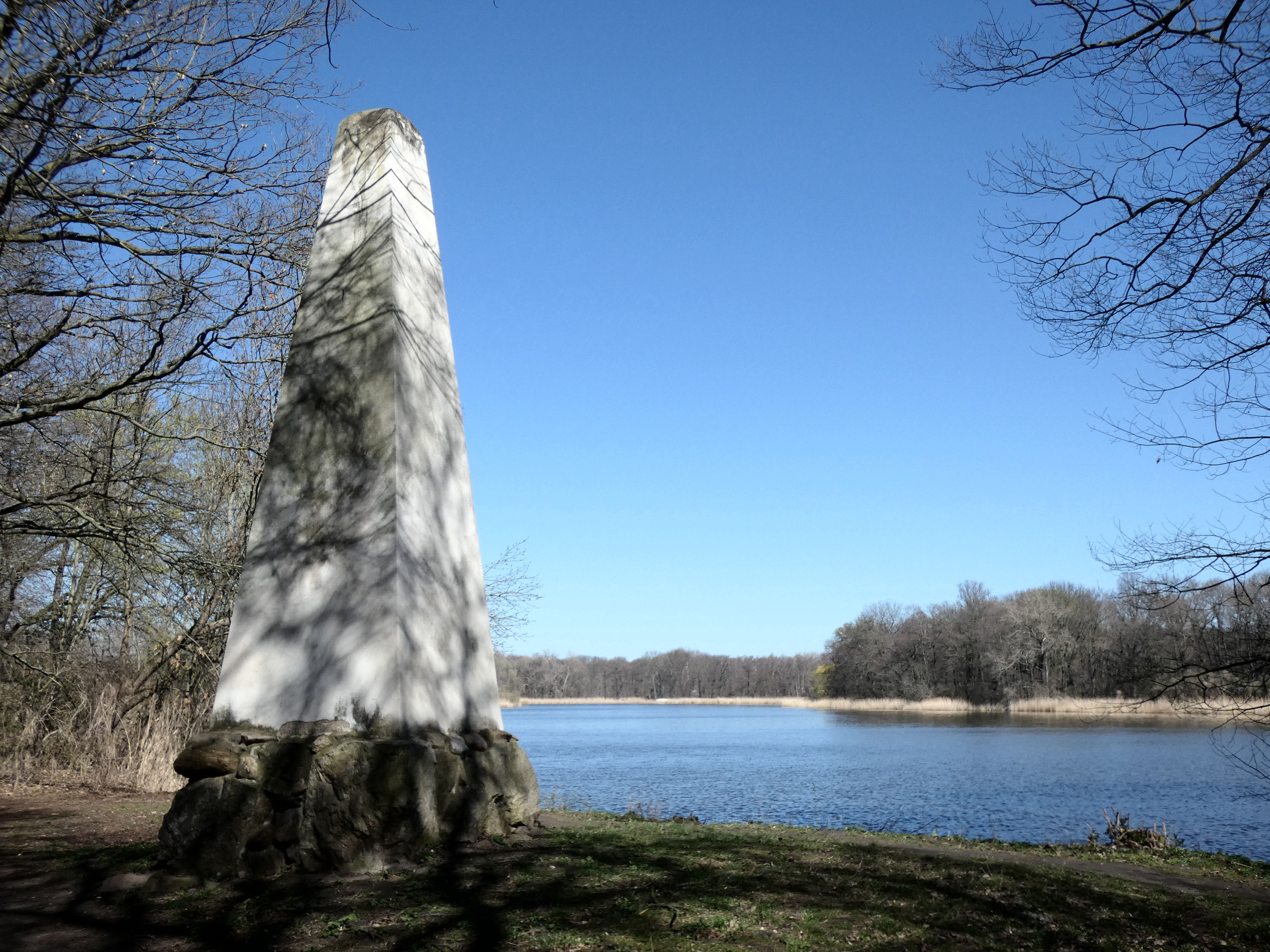
Obelisk für Johann Friedrich Gottlieb Goldhagen im Schlosspark Dieskau, errichtet im Auftrag von Carl Christoph von Hoffmann

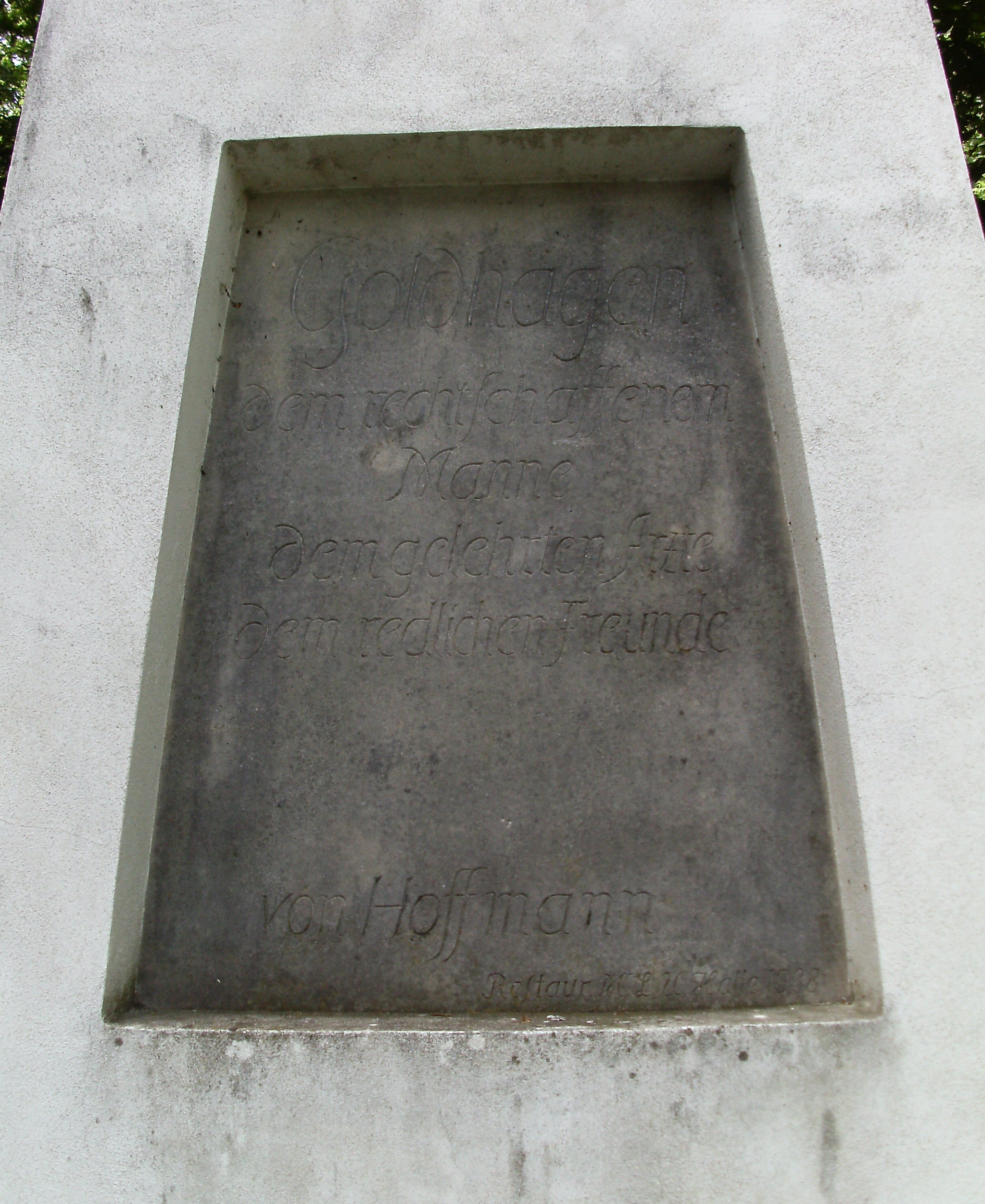
Inschrift am Obelisk

Johann Friedrich Goldhagen wurde als Sohn von Johann Eustachius Goldhagen geboren. Sein jüngerer Bruder war Heinrich Philipp Goldhagen, der spätere Königlich preußische Kriminaldirektor. Er besuchte zunächst das Gymnasium in Nordhausen, dem sein Vater als Rektor vorstand. 1753 zog die Familie nach Magdeburg, da der Vater nun das Rektorat am Domgymnasium in Magdeburg übernommen hatte. Seine schulische Ausbildung beendete er an den Franckeschen Stiftungen in Halle, die auch schon sein Vater besucht hatte. 
Im Mai 1760 begann Goldhagen ein Medizinstudium an der Universität Halle. Zu seinen Professoren gehörten unter anderem Friedrich Christian Juncker, Philipp Adolph Böhmer und Johann Peter Eberhard. Am 9. Mai 1765, genau fünf Jahre nach seiner Immatrikulation, promovierte er an der Medizinischen Fakultät der Halleschen Universität mit der Dissertation Dubitationes De Quadam Causae Motus Muscularis Explicatione zum Doktor der Medizin. Anschließend begann er sofort selbst, als Privatdozent, Vorlesungen in der Medizin, aber auch in der Zoologie und Botanik zu halten. Mit den Angeboten in Zoologie und Botanik konnte Goldhagen eine Lücke füllen, die nach dem Weggang von Heinrich Christian Alberti entstanden war. Zu seinen Förderern an der Universität gehörte Andreas Elias Büchner, der Goldhagens naturwissenschaftliches Talent früh erkannte. Seine gut besuchten Vorlesungen honorierte die Universität im Juni 1769 mit einer außerordentlichen Professur an der Medizinischen Fakultät.
Nach dem Tod von Andreas Elias Büchner im Juli 1769, erhielt Goldhagen im November 1769 eine ordentliche Professur für Naturgeschichte an der Philosophischen Fakultät. Sie wurde für ihn als eigenständige Professur explizit geschaffen. Er hielt nun an zwei Fakultäten Vorlesungen. Am 19. Dezember 1770 erlangte Goldhagen das hallesche Bürgerrecht. Zwei Jahre später wurde er zum halleschen Stadtphysikus gewählt und betrieb eine eigene große Arztpraxis in Halle. Zudem konnte er eine umfangreiche Naturaliensammlung anlegen, die später die Grundlage für die zoologische und mineralogische Universitätssammlung darstellte. Die Ämterhäufung, als Universitätslehrer gleichzeitig dem städtischen Gesundheitsamt vorzustehen, wurde von einigen Kollegen kritisiert. So lehnte die Medizinische Fakultät eine ordentliche Professur der Medizin für ihn zunächst ab, erst als sich der königlich preußische Hof in Berlin für Goldhagen einsetzte, musste die Fakultät ihn 1778 als Ordinarius offiziell einführen.
1787 bewilligte das zuständige Ministerium in Berlin die Errichtung eines Universitätsklinikums in Halle, deren erster Direktor Goldhagen wurde. Dort gehörte Johann Christian Reil zu seinen bedeutendsten Schülern und Nachfolger als Direktor der Klinik. Um sich ganz dieser Aufgabe widmen zu können, legte er im selben Jahr das Stadtphysikat nieder. Gleichzeitig wurde er zum Königlich preußischen Oberbergrat ernannt. Allerdings verstarb Johann Friedrich Gottlieb Goldhagen schon am 10. Januar 1788, im Alter von 45 Jahren, an Typhus in Halle. Johann Christian Reil nahm eine Obduktion vor und veröffentlichte den Bericht noch im gleichen Jahr. Goldhagen wurde auf dem halleschen Stadtgottesacker bestattet, sein Grab befindet sich im Gruftbogen 41. 
Goldhagen war von 1756 bis 1764 Mitglied in der Freimaurerloge Philadelphia zu den drei goldenen Armen und später in deren Nachfolgeloge Zu den drei Degen in Halle. Von 1778 bis 1786 stand er dieser als Meister vom Stuhl vor. Er war über viele Jahre mit dem halleschen Universitätskanzler Carl Christoph von Hoffmann befreundet, der ihm nach seinem Tod einen Obelisk im Schlosspark seines Gutes in Dieskau errichtete. Hoffmann konnte auch die wertvolle Naturaliensammlung von Goldhagen für die Universität erwerben.

## Veröffentlichungen (Auswahl)
- De tensione nervorum. 1764.
- Dubitationes De Quadam Causae Motus Muscularis Explicatione. (Dissertationsschrift), Halle 1765. (Digitalisat.)
- De sympathia partium corporis humani. 1767.
- Einleitung in die Volksarzneikunde. 1789.